# Galactic
Galactic is een jamsessieband uit New Orleans, opgericht in 1994 onder de naam Galactic Prophylactic. De groep werd opgericht als een octet met onder meer zanger Chris Lane en gitarist Rob Gowen, werna de groep al snel teruggebracht werd tot een sextet met: gitarist Jeff Raines, bassist Robert Mercurio, drummer Stanton Moore, Hammond organist Rich Vogel, Theryl DeClouet op zang, en later saxofonist Ben Ellman. Hun stijl was funk, gecombineerd met brassbandmuziek, een beetje hiphop, soul en rhythm-and-blues, in de woorden van Corey Henry : “We do our own style of New Orleans Treme funk, that consists of funk, New Orleans brass band music, a little bit of hiphop–inspired music, a little bit of soul and R&B.”

## Geschiedenis
De groep werd opgericht toen Raines en Mercurio, jeugdvrienden uit het welvarende Chevy Chase in Maryland, samen naar New Orleans verhuisden om te gaan studeren aan de universiteiten Tulane en Loyola. Zij raakten verliefd  op de lokale funkscene, bevolkt door legendarische acts als The Meters en Dirty Dozen Brass Band en werden geïnspireerd door lokale legendes als Professor Longhair. Daar werkten ze samen met de bekende New Orleans-drummer Stanton Moore, saxofonist/mondharmonica (later producer) Ben Ellman, Rich Vogel en Theryl de Clouet. In 2004 nam de band afscheid van zanger DeClouet, en ging verder als een instrumentale groep tot 2007 toen ze From the Corner to the Block uitbrachten met rappers als Juvenile, Chali 2na, Boots Riley en Lyrics Born. Ze blijven op tournee gaan met verschillende vocalisten: in 2011 en 2012 met Cyril Neville, van 2011 tot en met 2014 met Corey Glover, in 2014 met Maggie Koerner en vanaf 2015 met Erica Falls. Zij toerden ook met trombonist Corey Henry van 2009 tot 2016 en met trompettist Shamarr Allen in 2016. Sinds 1996 brengen ze regelmatig albums uit.

## Muziekstijl
De band heeft een uniek geluid ontwikkeld als resultaat van hun invloeden, waaronder: rock, funk, brassband, blues, jazz, hiphop, elektronische en wereldmuziek. Veel van hun nummers bevatten optredens van andere artiesten in verschillende muziekstijlen, zoals hiphopartiesten Boots Riley (van The Coup), Gift of Gab (van Blackalicious) en Chali 2na (van Jurassic 5), tot zangers Macy Gray, Mavis Staples, Allen Toussaint, Irma Thomas, David Shaw, Mystikal, Mannie Fresh en JJ Gray & Mofro. Op de Europese versie van From the Corner to the Block staan twee tracks meer dan op de Amerikaanse versie. Op één van die nummers "Valley Of Pain" is de Duitse rapper Dendemann gast.
Het geluid van de band is in de loop der jaren geëvolueerd van organische New Orleans-funk naar de modernere stijl, met elementen van hiphop, elektronica, fusion en jazz. Deze verandering werd grotendeels gekenmerkt door het toegenomen gebruik van elektronische effecten op gitaar, bas, saxofoon en drums. Drummer Stanton Moore gebruikt frase-samplers om een ritme te samplen dat hij vervolgens kan afspelen, waardoor ingewikkelde en gelaagde drumgeluiden ontstaan. Ben Ellman, saxofonist en mondharmonicaspeler, vervormt zijn instrumenten vaak zo dat ze op een elektrische gitaar lijken. In 2007 begon de band met het produceren van hun eigen albums. Dit opende voor hen de mogelijkheid tot meer studio-experimenten en verkenningen, resulterend in hun loop-, edit- en productie-heavy album Ya-Ka-May.

## Tipitina's
De band beschouwt de legendarische muzieklocatie Tipitina's in New Orleans lange tijd als een onofficiële thuisbasis. Er is een livealbum opgenomen en jaarlijks spelen zij er op halloween, oudejaarsavond, tijdens het New Orleans Jazz & Heritage Festival, en op Lundi Gras (de dag voorafgaand aan Mardi Gras) tot op Mardi Gras-dinsdag de zon opkomt. In 2018 maakten de leden van de band hun samenwerking met de locatie officieel door de locatie te kopen van de vorige eigenaren, Mary en Roland Von Kurnatowski.

## Discografie
- Coolin' Off (Fog City, 1996)
- Crazyhorse Mongoose (Capricorn, 1998)
- Late for the Future (Polygram, 2000)
- We Love 'Em Tonight: Live at Tipitina's (Volcano Records, 2001)
- Vintage Reserve (Volcano, 2003)
- Ruckus (Sanctuary, 2003)
- From the Corner to the Block (2007)
- Goin' Home: A Tribute to Fats Domino (Vanguard, 2007), een nieuw[5] opgenomen album met vele artiesten en Galactic als begeleidingsband van Robbie Robertson op "Going to the River" en van Big Chief Monk Boudreaux op "So Long".[6]
- Ya-Ka-May (Anti, 2010) U.S. Billboard Chart No. 161
- The Other Side of Midnight: Live in New Orleans (Anti, 2011)
- Carnivale Electricos (Anti, 2012) - Charted at No. 118 on Billboard
- Into the Deep (Provogue, 2015)
- Already Ready Already (Tchoup-zilla Records, 2019)